# Митенское (Березниковский сельсовет, Вологодский район)
Митенское — деревня в Вологодском районе Вологодской области.
Входит в состав Новленского сельского поселения (с 1 января 2006 года по 8 апреля 2009 года входила в Березниковское сельское поселение), с точки зрения административно-территориального деления — в Березниковский сельсовет.
Расстояние до районного центра Вологды по автодороге — 73 км, до центра муниципального образования Новленского по прямой — 13 км. Ближайшие населённые пункты — Гриденское, Березник, Дилялево, Владычнево.
По переписи 2002 года население — 19 человек.
В реестр населённых пунктов Вологодской области в 1999 году внесена под названием Митинское. Изменение внесено в 2001 году.